# Conchobar II Maol
Conchobar II Maol („Łysy”) – legendarny król Ulaidu z dynastii Milezjan (linia Ira, syna Mileda) w latach 192-180 p.n.e. Syn Forthy, bratanka Fiachny I mac Fedlimid, króla Ulaidu.
Informacje o nim czerpiemy ze źródeł średniowiecznych, np. „Laud Misc. 610” z XV w., gdzie na jego temat zanotowano: Conc[h]ob[ur] Mael m[a]c Fortathí m[ei]c F[or]go .xii. blī[adna] (fol. 107 a 27). Zapisano tutaj małymi literami rzymską cyfrę XII, oznaczającą dwanaście. Objął władzę po Finnchadzie, synu brata stryjecznego. Panował dwanaście lat nad Ulaidem z Emain Macha. „Laud” błędnie zamieściło Rudraige’a I Mora („Wielkiego”) mac Sithrige, jako jego następcę na tronie Ulaidskim. Bowiem ten, według chronologii arcykrólów Irlandii, został umieszczony w późniejszym okresie.

## Potomstwo
Conchobar pozostawił po sobie dwóch synów:
- Lathi, miał dwóch synów:
  - Cormac mac Lathi, objął tron Ulaidu po dziadku
  - Eochaid
- Daire, miał syna:
  - Enna II mac Daire, przyszły król Ulaidu